# كريسين-روشفور (أين)
كريسين-روشفور (بالفرنسية: Cressin-Rochefort)‏ هي بلدية فرنسية تقع في إقليم الأين في فرنسا. رمز إنسي لها هو:1133. أما الرمز البريدي لها فهو: 1350.